# Lipa (Beltinci, Slovenija)
Lipa (mađarski: Kislippa), naselje u slovenskoj Općini Beltincu. Lipa se nalazi u pokrajini Prekmurju i statističkoj regiji Pomurju. 

## Stanovništvo
Prema popisu stanovništva iz 2002. godine naselje je imalo 633 stanovnika.